# Universität Metz
Die Universität Paul Verlaine – Metz (französisch Université Paul Verlaine – Metz) war eine staatliche Hochschule in der französischen Stadt Metz, mit etwa 14.500 Studenten und knapp 2.000 wissenschaftlichen Angestellten. Rektor (franz. Président) der Universität war Luc Johann. 2012 ist die Hochschule in der Universität von Lothringen aufgegangen.
Die Universität wurde im Dezember 1970 gegründet und ist benannt nach dem französischen Lyriker Paul Verlaine, der 1844 in Metz geboren wurde. Sie geht auf eine Naturwissenschaftliche Fakultät (franz. faculté des sciences) aus den Jahren 1811 bis 1816 zurück.

## Fakultäten und Institute
Es gibt sechs Fakultäten (franz. Unités de formation et de recherche, UFR) und drei Institute für Technik (franz. Instituts universitaires de technologie, IUT):
- Fakultät für Volkswirtschaft: Droit, économie et administration (UFR Droit)
- Fakultät für Betriebswirtschaft: Etudes supérieures de management (UFR ESM/IAE)
- Fakultät für Literatur und Fremdsprachen: Lettres et langues (UFR LL)
- Fakultät für Humanwissenschaften und Kunst: Sciences humaines, arts et culture (UFR SHA)
- Fakultät für Mathematik, Informatik, Maschinenbau und Regelungstechnik: Mathématiques, informatique, mécanique et automatique (UFR MIMA)
- Fakultät für Naturwissenschaften: Sciences fondamentales et appliquées (UFR SciFA)
- Institut für Technik in Metz: Institut universitaire de technologie de Metz
- Institut für Technik in Thionville-Yutz: Institut universitaire de technologie de Thionville – Yutz
- Institut für Technik in Saint-Avold, Forbach und Sarreguemines: Institut universitaire de technologie de Moselle-Est